# Timea bioxyasterina
Timea bioxyasterina är en svampdjursart som beskrevs av Mothes MS 1996. Timea bioxyasterina ingår i släktet Timea och familjen Timeidae.
Artens utbredningsområde är havet utanför Brasilien. Inga underarter finns listade i Catalogue of Life.